# 黑川車站 (神奈川縣)

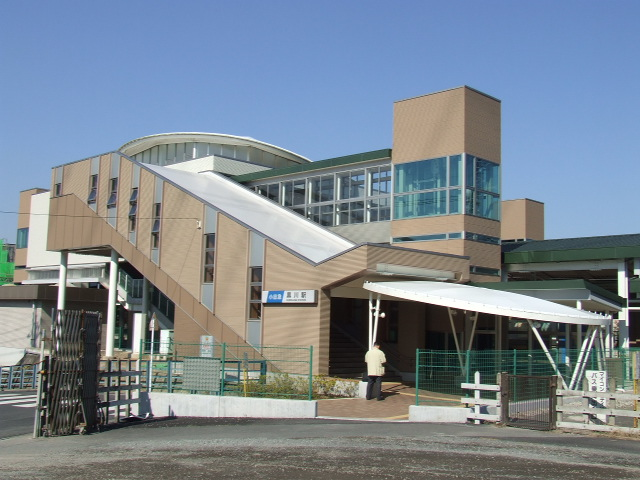
南口（2007年2月）

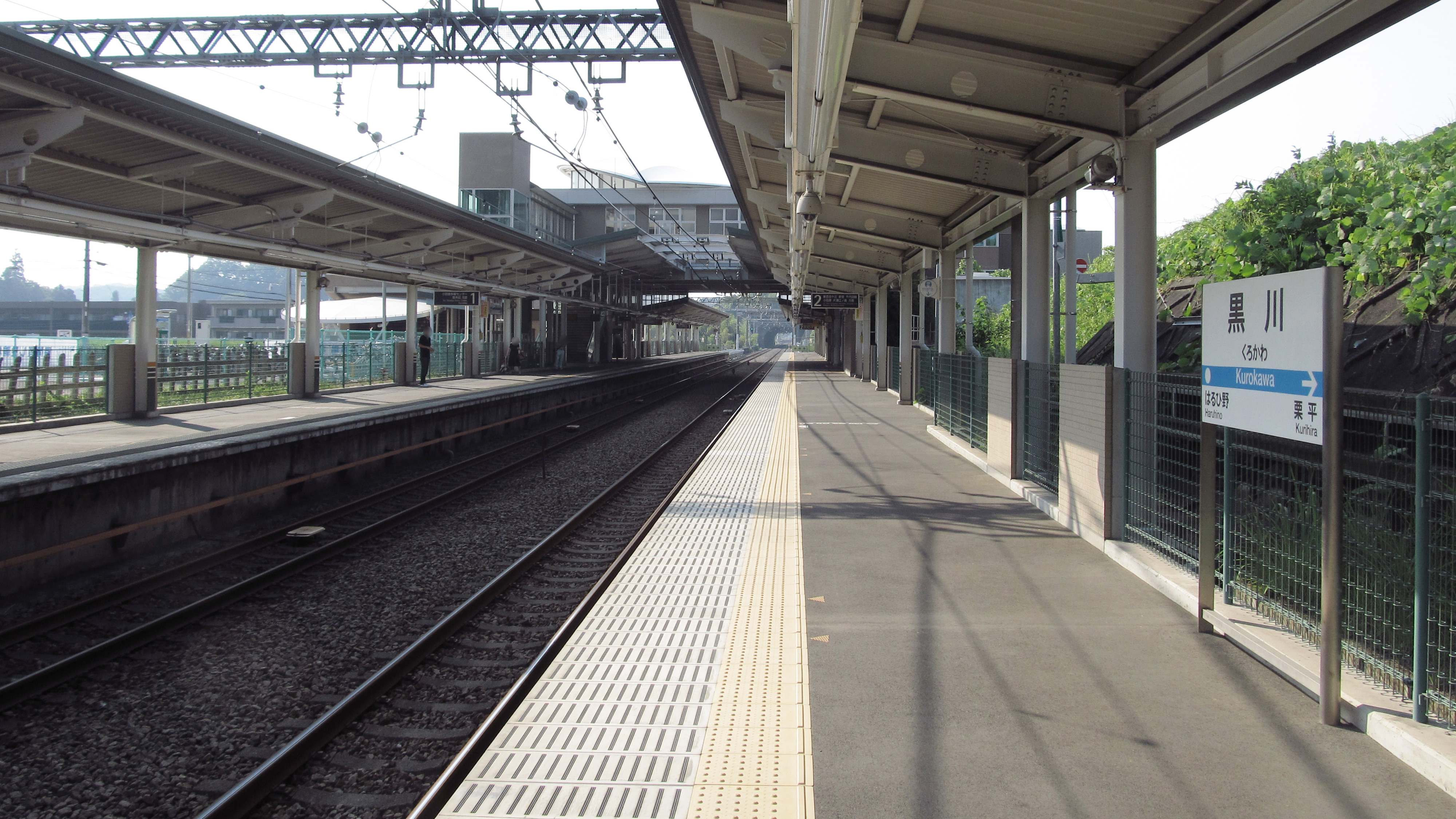
月台（2013年7月）

黑川站（日语：／ Kurokawa eki */?）是位於神奈川縣川崎市麻生區南黑川，屬於小田急電鐵多摩線的鐵路車站。車站編號是OT 03。站名源自於本站的所在地「黑川」。

## 歷史
- 1974年（昭和49年）6月1日 - 多摩線開通同時開業。為各站停車停靠站。
- 2004年（平成16年）12月11日 - 新增區間準急班次，為其停靠站。
- 2006年（平成18年）3月 - 改建工程完工。

## 車站構造
本站為側式月台2面2線地面車站，並設有跨站式站房。2006年1月31日，隨著站內整修，月台屋頂鋪上太陽能發電板做為站內自動售票機與自動驗票閘門的電力來源。2010年度設置列車資訊顯示器。
2012年度，因應東北澤站至和泉多摩川站間複複線化工程完工後，各站停車將改為10輛編組，本站月台往新百合丘方向實施延伸工程。
| 月台 | 路線   | 方向 | 目的地                                           |
| ---- | ------ | ---- | ------------------------------------------------ |
| 1    | 多摩線 | 下行 | 小田急多摩中心、唐木田方向                       |
| 2    | 多摩線 | 上行 | 新百合丘、新宿、千代田線、小田原、片瀨江之島方向 |

## 使用情況
2016年度1日平均上下車人次為8,382人。
近年上下車人次、上車人次變化如下表。
| 年度               | 1日平均 上下車人次 | 1日平均 上車人次 |
| ------------------ | ------------------ | ---------------- |
| 1979年（昭和54年） | 586                |                  |
| 1982年（昭和57年） | 659                |                  |
| 1987年（昭和62年） | 1,151              |                  |
| 1995年（平成07年） |                    | 1,543            |
| 1996年（平成08年） |                    | 1,597            |
| 1997年（平成09年） |                    | 1,677            |
| 1998年（平成10年） |                    | 1,636            |
| 1999年（平成11年） |                    | 1,757            |
| 2000年（平成12年） |                    | 2,189            |
| 2001年（平成13年） |                    | 2,252            |
| 2002年（平成14年） |                    | 2,534            |
| 2003年（平成15年） | 5,907              | 2,811            |
| 2004年（平成16年） | 6,152              | 2,987            |
| 2005年（平成17年） | 6,064              | 2,954            |
| 2006年（平成18年） | 6,606              | 3,307            |
| 2007年（平成19年） | 7,761              | 3,718            |
| 2008年（平成20年） | 8,265              | 4,134            |
| 2009年（平成21年） | 8,204              | 4,106            |
| 2010年（平成22年） | 8,307              | 4,170            |
| 2011年（平成23年） | 8,250              | 4,133            |
| 2012年（平成24年） | 8,366              | 4,173            |
| 2013年（平成25年） | 8,395              | 4,158            |
| 2014年（平成26年） | 8,247              |                  |
| 2015年（平成27年） | 8,245              |                  |
| 2016年（平成28年） | 8,382              |                  |

## 車站周邊
車站周邊有小規模集合住宅、住宅、兒童公園等，以及川崎市開發的工業園區川崎micon city。幾乎沒有商業設施。北口往唐木田方向的鶴川街道下坡旁有小型商店。鶴川街道對向的部分黑川地區因被指定為市街化調整區域，免於開發，保留較完整的自然環境。是川崎市內稀少的螢火蟲與斑北鰍棲息地。
- 川崎市黑川青少年野外活動中心
- 劇團民藝（日语：劇団民藝）
- 三澤川（日语：三沢川 (多摩川水系)）
- 鶴川街道
- 尻手黑川道路（日语：神奈川県道・東京都道137号上麻生連光寺線）
- 汁守神社
- Farmers Market Ceresamos（ファーマーズマーケット セレサモス） - CERESA川崎農業協同組合（日语：セレサ川崎農業協同組合）（JA CERESA川崎）直營的大規模農產品直銷所
- 明治大學黑川農場[11]
- 神奈川縣企業廳柿生發電所（日语：柿生発電所）
- 電源開發（J-POWER）西東京變電所
- 東京電力黑川變電所
- 若葉台站（京王相模原線） - 步行約10分。

### 巴士路線
最近的巴士站是鶴川街道旁的「黑川」巴士站。可搭乘以下由小田急巴士與神奈川中央交通運行的路線。通勤時間於站前有往micon city的專用巴士。
鶴川、柿生方向（鶴川街道、黑川站側）
- 神奈中 鶴21、鶴22：往鶴川站
- 小田急 柿24：往柿生站北口
- 神奈中 柿26：經柿生站北口往市尾站（假日1班）
- 神奈中 柿27：往柿生站北口（假日1班）

稻城、調布方向（鶴川街道、道路對側）
- 小田急 若11：往若葉台站
- 神奈中 鶴21：往若葉台站
- 神奈中 鶴22：經若葉台站、矢野口站往調布站南口（假日1班）
- 小田急 柿24：往稻城站（不經過若葉台站）／往調布站南口（不經過若葉台、站矢野口站。假日1班）／經春日野站入口往若葉台站（假日1班）

## 相鄰車站
小田急電鐵
 多摩線
■快速急行、□通勤急行、■急行
通過
■各站停車
栗平（OT 02）－黑川（OT 03）－春日野（OT 04）

## 外部連結
- 黑川 - 小田急電鐵